# Sadzawka (obraz)
Sadzawka (oryg. ros. Водоём) – obraz olejny Wiktora Borisowa-Musatowa namalowany w 1902.

## Okoliczności powstania obrazu
Malarstwo Borisowa-Musatowa ukazuje liryczne, pełne harmonii sceny rozgrywające się w upoetyzowanym świecie wyobraźni autora. Malarz, będący człowiekiem o wielkiej wrażliwości, poszukiwał w sztuce ucieczki od codzienności, zaś sam będąc fizycznie nieatrakcyjnym szczególnie chętnie ukazywał na obrazach piękne i wykwintnie ubrane kobiety, pojawiające się na tle malowniczych krajobrazów. Sam wspominał, że tego typu dzieła były dla niego ucieczką od codziennych problemów.

## Opis i wymowa obrazu
Obraz Sadzawka przedstawia dwie postacie kobiece na brzegu tytułowego zbiornika wodnego. Na pierwszym planie Borisow-Musatow umieścił siedzącą kobietę w niebieskiej sukni z koronkowym obszyciem, z zerwanym przed chwilą kwiatem w dłoni (podobnie rosną w pobliżu miejsca, gdzie siedzi postać). Włosy siedzącej są upięte wysoko, kobieta jest wpatrzona w dal, zamyślona. Druga z postaci, w różowej sukni o identycznym kroju, odwraca głowę w kierunku siedzącej, ma zamknięte oczy. Postacie kobiet są pełne wdzięku. Sadzawka, położona w zagłębieniu terenu za kobietami, mieści krystalicznie czystą, przejrzystą wodę, w której odbijają się rzędy niewidocznych dla widza drzew i krzewów oraz błękitne niebo i obłoki; artysta z ogromną dokładnością oddał grę światła i cienia na wodzie. Drugi brzeg jest widoczny jedynie częściowo: w równych rzędach rosną na nich starannie przycięte krzewy. Krajobraz przedstawiony na obrazie jest odrealniony, liryczny, świadomie wyidealizowany, pozbawiony trosk, pełen harmonii, której nie mąci żaden element.